# Seznam španskih slikarjev
Seznam španskih slikarjev.

## A
- José de Madrazo y Agudo
- Alex Alemany
- Carme Aguadé Cortés (1920–2013)
- Ginés Andrés de Aguirre
- Hermen Anglada-Camarasa (1871–1959)
- Eduardo Arroyo Rodríguez (1937–2018)
- Antonio Saura Atares

## B
- Miquel Barcelló (*1957)
- Emiliano Barral López
- Josep Bartolí í Guiu (1910–1995) (risar)
- Manuel Bayeu y Subías
- Francisco Bayeu y Subías
- Ramón Bayeu y Subías
- Josep Berga i Boix /"Avi Berga" (1837–1914)
- Alonso Berruguete (1490–1561)
- Pedro Berruguete (1450–1504)
- Aureliano de Beruete
- María Blanchard (María Gutiérrez Cueto)

## C
- Juan Martín Cabezalero
- (Santiago Calatrava)
- Andrés de la Calleja
- José Camarón Boronat
- José Camarón y Meliá
- Alonso Cano
- José Moreno Carbonero
- Ramon Casas (y Carbó)
- Pere Borrell del Caso
- José del Castillo
- Mateo Cerezo
- Eduardo Chicharro
- Alonso Sánchez Coello
- Claudio Coello (1642–1693) (portugalskega rodu)
- Carme Cortès (1892–1979)

## D
- Salvador Dali
- Óscar Domínguez
- José Jiménez Donoso

## E
- Juan de Echevarría
- Joaquim Espalter
- Agustín Esteve
- Alberto Estrada Vilarrasa

## F
- Luis Ricardo Falero
- Juan Fernández Navarrete
- Gregorio Ferro
- Juan de Flandes (flamsko-španski)
- Mariano Fortuny y Carbó (špansko-italijanski?)

## G
- Antonio López García
- Pablo Gargallo Catalán
- Alfons Gelabert Buxó
- Julio González
- Francisco Goya
- El Greco (Doménikos Theotokópoulos) (grško-španski)
- Juan Gris (José Victoriano Carmelo Carlos González-Pérez) (špansko-francoski)
- José Gutiérrez Solana

## I
- Ignacio de Iriarte
- Francisco Iturrino

## J
- Laurent Jiménez-Balaguer (špansko/katalonsko-francoski)
- Juan de Juanes

## L
- Carmen Laffón
- Antón Lamazares
- Jesús Mari Lazkano
- Juan de Valdés Leal
- Claudi Lorenzale
- José Luzán y Martínez

## M
- Vicente Macip
- Federico Madrazo (italijansko-španski) = Federico de Madrazo y Ochoa
- Raimundo de Madrazo y Garreta
- Mariano Salvador Maella (1739–1819)
- Maruja Mallo (1902-1995)
- Margarita Manso
- Javier Mariscal
- Luis Egidio Meléndez
- Juan Andrés Merklein
- Manolo Millares
- Juan Carreño de Miranda
- Joan Miró
- Luis de Morales
- Bartolomé Esteban Murillo

## N
- Juan Fernández Navarrete
- Isidre Nonell

## O
- Josep Obiols i Palau (1894–1967)
- Manuel Ortega (1921–2014)

## P
- Francisco Pacheco
- José Palla e Carmo
- Pablo Picasso (špansko-francoski)
- Nicanor Pinole
- Vicente López y Portaña
- Tomás Povedano
- Dióscoro Puebla

## R
- Darío de Regoyos
- Francisco Ribalta
- Jusepe de Ribera (José/Josep de Ribera; "Lo Spagnoletto" : špansko-italijanski)
- Martín Rico y Ortega (špansko-italijanski)
- Juan de las Roelas
- Julio Romero de Torres (1874–1930)
- Eduardo Rosales
- Joaquín Espalter y Rull
- Santiago Rusiñol

## S
- Juan Ramón Sánchez Guinot?
- Antonio Saura (1930-1998)
- Josep Maria Sert
- Joaquín Sorolla y Bastida (1863–1923)
- Joaquim Sunyer

## T
- Antoni Tàpies (1923–2012)
- Ramón Tusquets y Maignon /Raimondo (1837–1904) (špansko/katalonsko-italijanski)

## U
- Darío Urzay

## V
- Manolo Valdés
- Luis de Vargas
- Joaquín Vayreda (1843–1894)
- Daniel Vázquez-Díaz
- Diego Velázquez
- José Moreno Villa
- José Villegas y Cordero

## W
- Eduardo Westerdahl (švicarskega rodu)

## Y
- Tomás Yepes

## Z
- Valentín Zubiaurre
- Ramón Zubiaurre
- Ignacio Zuloaga
- Francisco de Zurbarán